# 후티-사우디아라비아 분쟁

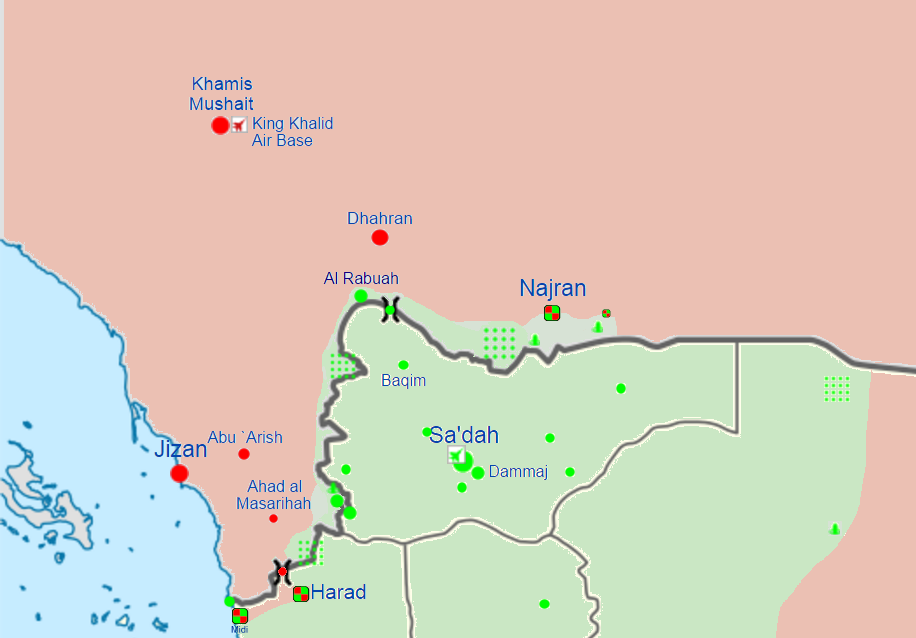

후티-사우디아라비아 분쟁은 예멘의 후티 반군이 2015년부터 현재까지 사우디아라비아 남부 국경을 침략하여 발생한 분쟁이다.

## 역사
2015년 1월, 후티 반란이 성공해, 친이란계 후티 반군이 친사우디아라비아계 예멘 수도의 대통령궁을 장악했다.
2015년 4월 2일 후티 반군이 사우디아라비아 남부 국경선을 쳐들어왔다. 4년 넘게 전쟁중이다.
2016년 8월 16일, 예멘과 인접한 사우디의 나즈란 시에 후티 반군이 포격을 가해 민간인 7명이 사망했다.